# Cristian Nazarit
Cristian Nazarit (sinh ngày 13 tháng 8 năm 1990) là một cầu thủ bóng đá người Colombia.

## Sự nghiệp câu lạc bộ
Cristian Nazarit đã từng chơi cho FC Gifu và Consadole Sapporo.